# Gruba II

Gruba II

Gruba II (Gruba-Krępiechowski) – kaszubski herb szlachecki.

## Opis herbu
Opis z wykorzystaniem zasad blazonowania, zaproponowanych przez Alfreda Znamierowskiego:
W polu czerwonym dwie strzały złote w słup obok siebie. Klejnot: nad hełmem w koronie półksiężyc złoty mający po takiejż gwieździe na każdym rogu. Labry czerwone, podbite złotem.

## Najwcześniejsze wzmianki
Herb pochodzi z jednego z rękopisów Dachnowskiego z około połowy XVII wieku.

## Rodzina Grubów
Herb miał być używany przez rodzinę Grubów-Krępiechowskich, którzy następnie zamienili go na herb Gruba I.

## Herbowni
Gruba (Grubba, Grubbe, Grubben, Grube, Gruben, Gruby) być może z przydomkiem Krępiechowski i Borucki.